# Shannon Moore
Shannon Brian Moore (Cameron, 27 luglio 1979) è un wrestler statunitense, noto per i suoi trascorsi nella World Wrestling Entertainment tra il 2001 e il 2008.

## Carriera
Amico sin da ragazzo di Matt e Jeff Hardy, iniziò lottando nella loro federazione di backyard wrestling. Quando gli Hardy Boyz divennero professionisti, iniziarono ad allenare Moore, che debuttò l'8 aprile 1995 in un match contro Jeff.
La svolta avvenne nel 1999 quando venne assunto nella World Championship Wrestling. Moore debuttò nella Stable dei 3 Count assieme a Evan Karagias e Shane Helms nel novembre 1999. I tre interpretavano la gimmick di una boy band, cantando "Can't Get You Out Of My Heart" sul ring prima dei loro incontri.
Il 28 febbraio 2000 a Monday Nitro i tre divennero Hardcore Champions, schienando simultaneamente Brian Knobbs. Moore divenne così il più giovane e leggero campione Hardcore della storia WCW. Perse la cintura insieme ai suoi compagni il 19 marzo 2000 ad Uncensored, quando Knobbs sconfisse i tre schienandoli simultaneamente come avevano fatto con lui precedentemente.
Dopo un periodo di pausa per i 3 Count, dovuto ad un infortunio di Helms, i tre tornarono nell'agosto 2000, iniziando a cantare una nuova canzone, "Dance With 3 Count". Il lottatore della Ultimate Fighting Championship (UFC) Tank Abbott divenne un fan dei 3 Count e iniziò a proteggerli durante le loro performance, attaccando chiunque li distraesse.
Verso la fine dell'anno il team subì un forte cambiamento, quando Evan Karagias, sempre più egoista e smanioso di dimostrare di essere migliore degli altri due, si staccò dal gruppo. Nonostante la perdita, i due continuarono a maturare successi puntando al Cruiserweight Championship; le storyline li portano a scontrarsi per stabilire chi dovesse essere il primo sfidante per il titolo: a vincere fu Helms.
Da lì a poco la federazione venne acquistata dalla World Wrestling Federation. Moore firmò un contratto con la WWF e inviato alla Heartland Wrestling Association (HWA), federazione satellite della WWF. Lottò in coppia con Karagias fino a quando quest'ultimo venne licenziato dalla WWF. Nel luglio 2002 Moore divenne ufficialmente un wrestler della WWE passando al roster di SmackDown!.
Moore lottò nella divisione dei pesi leggeri per alcuni mesi, prima di associarsi a Matt Hardy Version 1.0, iniziando a vestire come lui e ad accompagnarlo nel ring. Spesso Moore aiutò Hardy a vincere i suoi match, permettendogli anche di conquistare il WWE Cruiserweight Championship al No Way Out contro Billy Kidman. Il 24 aprile 2003 Crash si unì al gruppo, ma solo due mesi dopo venne licenziato dalla WWE.
Moore ed Hardy continuarono a lottare in coppia insieme, fino a quando, nel novembre di quello stesso anno, Hardy passò al roster di Raw. Come conseguenza, Paul Heyman, il general manager di SmackDown!, punì Hardy costringendo il suo compagno Moore ad affrontare avversari molto più grossi di lui, come Matt Morgan, Nathan Jones e Big Show; la punizione terminò quando riuscì a schienare Matthew Bloom l'11 dicembre 2003.
Al WrestleMania XX Moore prese parte al Cruiserweight Open Match valido per il titolo dei pesi leggeri, ma venne eliminato da Yoshiro Asai. Moore lottò nella divisione dei pesi leggeri per il resto del 2004, senza ottenere grandi successi. All'inizio del 2005 adottò la gimmick del "Prince of Punk", iniziando a vestire in stile punk.
Il 21 marzo 2005 s'infortunò durante un incidente d'auto. L'infortunio non fu grave, ma venne licenziato dalla WWE tempo dopo. Moore iniziò subito a lottare nel circuito indipendente, aprendo poi una scuola di wrestling chiamata "School of Punk".
Alla fine del 2005 passò alla Total Nonstop Action dove iniziò a lottare con la stessa gimmick della WWE. Iniziò subito una faida con A.J. Styles, interferendo nei suoi match e rubando il suo trofeo di "Mr. TNA". Il suo debutto come lottatore avvenne proprio contro Styles, che viene sconfitto da Moore il 21 gennaio 2006. Nei due mesi successivi, Moore lottò nella X Division.
A metà marzo Moore lasciò la TNA per ritornare alla WWE. Nel luglio 2006 entrò nel roster della ECW con il nome di "The Reject" Shannon Moore. Iniziò un breve feud con CM Punk, vinto da quest'ultimo; in seguito, assunse il ruolo di jobber, perdendo gran parte dei suoi incontri.
Moore partecipò al Cruiserweight Open di No Way Out, vinto da Chavo Guerrero; ciò determinò il passaggio del lottatore dalla ECW alla SmackDown!. Nell'edizione di SmackDown! del 2 marzo 2007, il team formato da Moore, Scotty 2 Hotty e Jimmy Wang Yang ebbe la meglio su Chavo Guerrero, Daivari e Gregory Helms.
Il 15 giugno 2007 Moore riapparì sul ring di SmackDown! con una nuova gimmick, indossando una bandana nera sulla fronte con i capelli lunghi appena sopra le spalle. Partecipò ad un Fatal Four Way match valido per il ruolo di primo contendente al titolo Cruiserweight detenuto da Chavo Guerrero; al match presero parte anche Daivari, Jamie Noble e Jimmy Wang Yang ed a vincere fu proprio quest'ultimo schienando Daivari.
Il ruolo di Moore tornò ad essere quello del jobber; partecipò al Cruiserweight Open di The Great American Bash con il titolo Cruiserweight in palio, ma fu sconfitto. Durante l'estate iniziò un feud, poi interrotto, con Jamie Noble.
Tra il mese di ottobre ed il mese di novembre del 2007, lottò diversi match di coppia con Jimmy Wang Yang; il duo prese parte anche ad una Ten Tag Team Battle Royal con in palio un match contro i WWE Tag Team Champions, ma chiusero il match come secondo tag team ad essere eliminato.
L'8 agosto 2008 la WWE ha comunicato ufficialmente la fine del rapporto di lavoro con Moore. Il 28 settembre 2008, Moore vince una Battle Royal, serie di incontri a cui partecipavano 15 atleti, tra cui René Duprée, Steve Corino e Joe E. Legend, laureandosi WSW World Champion, diventando il primo campione di questa nuova federazione spagnola.
Shannon Moore è tornato in TNA il 4 gennaio 2010 assieme a Jeff Hardy. Dal 19 febbraio 2010 firma un contratto la TNA, e, nella puntata dell'8 marzo, attacca Doug Williams, ottenendo così una chance per il titolo della X-Division. A Destination X perde contro Doug Williams per il titolo della X-Division. Shannon ebbe un'altra possibilità, a Lockdown in un match a tre, con Homicide e Kazarian, e a vincere fu quest'ultimo.
In aprile, Moore insultò il TNA World Tag Team Champion Matt Morgan, provocando una rivalità tra i due. La settimana successiva Morgan costò a Moore la sua opportunità al TNA X Division Championship, e successivamente attaccò il proprio tag team partner Jesse Neal. Moore aiutò Neal, spingendo la coppia a formare un tag team noto come Ink Inc.. Il loro debutto avviene in un match contro Brian Kendrick e Doug Williams. La loro prima chance titolata avvenne nel corso di Sacrifice, quando persero contro la The Band (Kevin Nash e Scott Hall), a causa dell'intervento di Brother Ray che attacca Neal. A TNA Bound for Glory, gli Ink Inc. battono Orlando Jordan ed Eric Young. mentre a Final Resolution perdono contro i Beer Money in un number one contender match. Il 2011 per Shannon inizia bene: infatti, assieme a Jesse Neal, ottiene un'altra possibilità per le corone di coppia a Victory Road, ma verranno sconfitti. A Lockdown gli Ink Inc. battono Scott Steiner e Crimson, Eric Young e Orlando Jordan e la British Invasion in un four team steel cage e diventano i primi sfidanti.
A Sacrifice gli Ink Inc. perdono contro i Mexican America (Hernandez e Anarquia). Il compagno di Moore, Jesse Neal, si infortuna al collo e non appare sulle scene per 2-3 mesi, invece Shannon ha combattuto a Destination X in un Ultimate X vinto da Alex Shelley. Al ritorno di Jesse Neal, gli Ink Inc. attaccano i Mexican America, in uno studio per tatuaggi: questo porta ad un altro match fra i due team a TNA Bound for Glory per i TNA World Tag Team Championship detenuti proprio dai Mexican America. A Bound For Glory perdono di rapina contro i Mexican America. La rivalità tra gli Ink.inc e i Mexican America non finisce qui: infatti venne organizzato un 6-man tag team match per i titoli di coppia, in cui i Mexican America e Sarita affrontano gli Ink Inc. e la loro nuova valletta Toxxin a Turning Point. A Turning Point i Mexican America battono ancora gli Ink Inc. ma barando. Nella puntata di Impact del 1º dicembre 2011, gli Ink Inc. perdono in un Triple Threat Tag Team Match, in cui i vincitori avrebbero sfidato Matt Morgan e Crimson per i TNA World Tag Team Championship a Final Resolution, ma i vincitori furono Brother Devon e The Pope. Nella puntata del 14 dicembre 2011 viene comunicato che Jesse Neal non fa più parte della compagnia. Nella puntata di Impact del 22 dicembre 2011, Moore ha partecipato assieme ad Anarquia al Wild Card Tag Team Tournament sfidando Eric Young e ODB, perdendo dopo che Moore ha lasciato il suo partner.
Dopo qualche settimana di assenza, Moore ritorna ad Against All Odds, perdendo contro Robbie E per il TNA Television Championship. È riapparso nella puntata di Impact del 16 febbraio in coppia con Alex Shelley contro Austin Aries e Zema Ion perdendo. Moore ha dichiarato di lasciare momentaneamente il wrestling per un nuovo negozio di tatuaggi. Poco dopo chiede il rilascio per motivi familiari alla TNA.

## Nel wrestling

### Mosse finali
- Halo (Diving corkscrew senton)
- Moorgasm (Diving somersault neckbreaker)

## Titoli e riconoscimenti
Atomic Wrestling Entertainment / Atomic Revolutionary Wrestling 
- AWE/ARW Heavyweight Championship (2)
- ARW Next Level Championship (2)

Freestyle Championship Wrestling
- FCW World Heavyweight Championship (1)

Full Throttle Pro Wrestling
- FTPW Heavyweight Championship (1)

Heartland Wrestling Association
- HWA Cruiserweight Championship (2)
- HWA Tag Team Championship (1) - con Evan Karagias

National Championship Wrestling
- NCW Light Heavyweight Championship (1)
- NWA Wildside Tag Team Championship (1) - con Shane Helms

New Frontier Wrestling Alliance
- NFWA Heavyweight Championship (1)
- NFWA Tag Team Championship (1) - con The Carolina Warrior

Organization of Modern Extreme Grappling Arts
- OMEGA Light Heavyweight Championship (2)
- OMEGA New Frontier Championship (1)

Revolution Wrestling Authority
- RWA World Heavyweight Championship (1)

Southern Championship Wrestling
- SCW Junior Heavyweight Championship (1)

World Championship Wrestling (WCW)
- WCW Hardcore Championship (1) - con i 3 Count

World Stars Of Wrestling
- WSW World Championship (1)

Xtreme Intense Championship Wrestling
- XICW Midwest Heavyweight Championship (1)

Pro Wrestling Illustrated
- 91º tra i 500 migliori wrestler singoli nella PWI 500 (2011)